# Борів (Словаччина)
Борів (словац. Borov) — міська частина Меджилабірців, до 1972 року самостійне село у Словаччині, на території теперішнього Меджилабірського округу Пряшівського краю.
Уперше згадується у 1543 році.

## Пам'ятки
У міській частині є греко-католицька парафіяльна церква святого Архангела Михайла з 1778 року в стилі бароко, перебудована в 1873 році в стилі класицизму, з 1963 року національна культурна пам'ятка.

## Населення
У 1880 році в селі проживало 336 осіб, з них 291 вказало рідну мову русинську, 18 німецьку, 8 угорську, 7 словацьку а 12 було німих. Релігійний склад: 296 греко-католиків, 9 римо-католиків, 30 юдеїв, 1 протестант.
У 1910 році в селі проживало 339 осіб, з них 282 вказало рідну мову русинську, 38 німецьку, 9 словацьку, 4 угорську, 6 іншу. Релігійний склад: 296 греко-католиків, 4 римо-католиків, 39 юдеїв.